# Henry Lee I
Henry Lee I (Machodoc, 1691 – 13 giugno 1747) è stato un militare politico inglese.
È noto in particolare per essere stato il fratello di Thomas Lee, governatore della Virginia, padre del politico e militare Henry Lee II, nonno del generale Henry Lee III e bisnonno del generale Robert Edward Lee, leader dell'esercito sudista durante la guerra di secessione americana.

## Biografia

Stemma della famiglia Lee

Figlio del colonnello Richard Lee II, "the Scholar" (1647-1715) e di sua moglie Laetitia Corbin (c. 1657-1706), Henry Lee I nacque a Machodoc nella contea di Westmoreland, in Virginia. In seguito si trasferì a Lee Hall presso Hague, nella parrocchia di Cople, sempre nella contea di Westmoreland, tenuta di 11 km² acquistata già da suo nonno Richard Lee I nel 1650. Qui Henry Lee I morì il 13 giugno 1747.
Fu co-gestore col fratello Thomas della piantagione di famiglia presso il fiume Machodoc. Quando la piantagione di famiglia bruciò rovinosamente nel gennaio del 1729, Henry Lee prese con sé il fratello nella propria famiglia e gli consentì di trasferirsi a Lee Hall dove ricostruirono insieme la piantagione.

## Matrimonio e figli
Lee sposò Mary Bland (1704-1764), figlia di Richard Bland Sr. (1665-1720) e di Elizabeth Randolph (1685-1719). La coppia ebbe i seguenti figli:
1. ? Lee (c. 1723).
2. John Lee (1724-1767), sposò Mary (Smith) Ball (1725).
3. Richard "Squire" Lee (1726-1795), sposò Sarah "Sally" Bland Poythress (1768-1828), figlia di Peter Poythress (1715-1785) di "Branchester", e di Elizabeth Bland (1733-1792). Sally era madre di Willoughby Newton, avuto dal suo matrimonio con Willoughby Newton.
4. ? Lee (ca. 1727).
5. Colonnello Henry Lee II (1730-1787) di "Leesylvania", sposò Lucy Grymes (1734-1792) la "Lowland Beauty", figlia di Charles Grymes (1693-1743) e di Frances Jennings.
6. Laetitia Lee (1730-1788), sposò William Ball (c. 1730).
7. Anne Lee (1732), sposò William Fitzhugh Sr. (1730).[1][2])